# إيزيدورو سان خوسيه
إيزيدورو سان خوسيه (بالإسبانية: Isidoro San José)‏ (مواليد 27 أكتوبر 1955) هو لاعب كرة قدم. يلعب مع منتخب إسبانيا لكرة القدم. سبق له أن لعب في كأس العالم لكرة القدم مع منتخب بلاده.

## روابط خارجية
- إيزيدورو سان خوسيه على موقع الاتحاد الدولي (مؤرشف)  (الإنجليزية)
- إيزيدورو سان خوسيه على موقع قاعدة بيانات كرة القدم.إي يو (الإنجليزية)
- إيزيدورو سان خوسيه على موقع ناشيونال فوتبول تيمز (الإنجليزية)
- إيزيدورو سان خوسيه على موقع عالم كرة القدم.نت (الإنجليزية)
- إيزيدورو سان خوسيه على موقع أوليمبيديا (الإنجليزية)